# Kurzzeitdisziplin
Den Begriff Kurzzeitdisziplin (auch Sprintdisziplin) verwendet man im Leistungssport für Disziplinen, die mit hoher, das heißt annähernd maximaler Geschwindigkeit absolviert werden und demzufolge einen anderen Sportlertyp erfordern, als die sogenannten Ausdauerdisziplinen. Da hohe und maximale Geschwindigkeiten in Sportarten wie Laufen, Radrennen, Schwimmen, Rudern, Eisschnelllauf  usw. vom Sportler die Mobilisation großer Kräfte und damit der schnellzuckenden Muskelfasern verlangen, ist Energiebereitstellung in solchen Sportarten weit in den anaeroben Bereich verschoben, weshalb solche Leistungen stets nur über kurze Zeit erbracht werden können.
Der Begriff trifft auf alle Sprintdisziplinen der erwähnten Sportarten zu, wird aber explizit in erster Linie im Bahnradsport verwendet. Die einzelnen Disziplinen werden in der Regel als Sprint bezeichnet, spezielle Bezeichnungen gibt es wiederum im Bahnradsport, dort findet weiterhin die traditionelle Bezeichnung „Fliegerrennen“ Anwendung. Außerdem wird der Begriff Sprint häufig auch für Disziplinen (bspw. im Skilanglauf) verwendet, die eindeutig zu den Ausdauerdisziplinen gehören, sich aber durch die Streckenlänge deutlich von den längsten Disziplinen in diesem Sport unterscheiden.